# 索姆·伊萬斯
索姆·伊萬斯（英語：Thom Evans；1985年4月2日—）是一位蘇格蘭橄欖球運動員。他是蘇格蘭國家橄欖球隊的一員，代表蘇格蘭參加了2014年橄欖球六國賽的比賽。他也是一位模特。
2010年11月，索姆·伊萬斯结识比他大六岁的女友演员凯莉·布鲁克。2011年3月，凯莉·布鲁克透过twitter称已怀索姆·伊萬斯的女儿。5月9日被医院证实流产。2013年2月1日，凯莉通过twitter宣布已和索姆·伊萬斯分手。